# Mapleton (Illinois)
Mapleton és una vila del Comtat de Peoria a l'estat d'Illinois (Estats Units). Segons el cens del 2000 tenia 227 habitants.

## Demografia
Segons el cens del 2000, Mapleton tenia 227 habitants, 100 habitatges, i 57 famílies. La densitat de població era de 121,7 habitants/km².
Dels 100 habitatges en un 21% hi vivien nens de menys de 18 anys, en un 51% hi vivien parelles casades, en un 3% dones solteres, i en un 43% no eren unitats familiars. En el 36% dels habitatges hi vivien persones soles el 18% de les quals corresponia a persones de 65 anys o més que vivien soles. El nombre mitjà de persones vivint en cada habitatge era de 2,27 i el nombre mitjà de persones que vivien en cada família era de 3,07.
Per edats la població es repartia de la següent manera: un 16,3% tenia menys de 18 anys, un 11% entre 18 i 24, un 30% entre 25 i 44, un 27,8% de 45 a 60 i un 15% 65 anys o més.
L'edat mediana era de 41 anys. Per cada 100 dones de 18 o més anys hi havia 118,4 homes.
La renda mediana per habitatge era de 45.357 $ i la renda mediana per família de 63.750 $. Els homes tenien una renda mediana de 35.208 $ mentre que les dones 19.423 $. La renda per capita de la població era de 22.728 $. Aproximadament el 3,3% de les famílies i el 6,6% de la població estaven per davall del llindar de pobresa.

## Poblacions properes
El següent diagrama mostra les poblacions més properes.